# Atopsyche maxi
Atopsyche maxi là một loài Trichoptera trong họ Hydrobiosidae. Chúng phân bố ở vùng Tân nhiệt đới.